# Окушко Володимир Фульгентійович
Володимир Фульгентійович Оку́шко (19 лютого 1862, Ошмяни — 2 січня 1919, Кишинів) — молдовський живописець і педагог. Батько художника Ростислава Окушка.

## Біографія
Народився 7 [19] лютого 1862 року в місті Ошмянах (нині Гродненська область, Білорусь) у сім'ї повітового чиновника. 1880 року закінчив Віленське реальне училище і того ж року вступив до Петербурзької академії мистецтв. У 1882 році здобув срібну медаль у фігурному класі, після навчання у батальному класі 31 жовтня 1884 року здобув другу срібну медаль та у січні 1886 року отримав велику срібну медаль з натурного класу. Його вчителями були, зокрема, Павло Чистяков, Франц Рубо.
До 1893 року працював сільським вчителем в Уфимській губернії. 1896 року отримав в Академії мистецтв свідоцтво на право викладання малювання в середній школі, і 1897 року, за викликом Міської управи та Дирекції народних училищ, відправився до Кишинева очолювати місцеву малювальну школу. За його участі навчальний заклад став швидко розвиватися і 23 жовтня 1901 року отримав нове приміщення, де почали викладати талановиті педагоги. Його учнями були скульптори Абрам Бразер, Нюма Патлажан, Олександр Племедяле. Одночасно з викладацькою діяльністю у 1903 році організував аматорський гурток «Бессарабське товариство образотворчих мистецтв». Його діяльність була оцінена державними нагородами Російської імперії: орденом Святого Станіслава III ступеня у 1907 році та орденом Святої Анни III ступеня у 1913 році.
Помер у Кишиневі 2 січня 1919 року. Похований у Кишиневі на Центральному цвинтарі (47°00′35″ пн. ш. 28°49′49″ сх. д. / 47.00977472222224° пн. ш. 28.830255000000015° сх. д.).

## Творчість

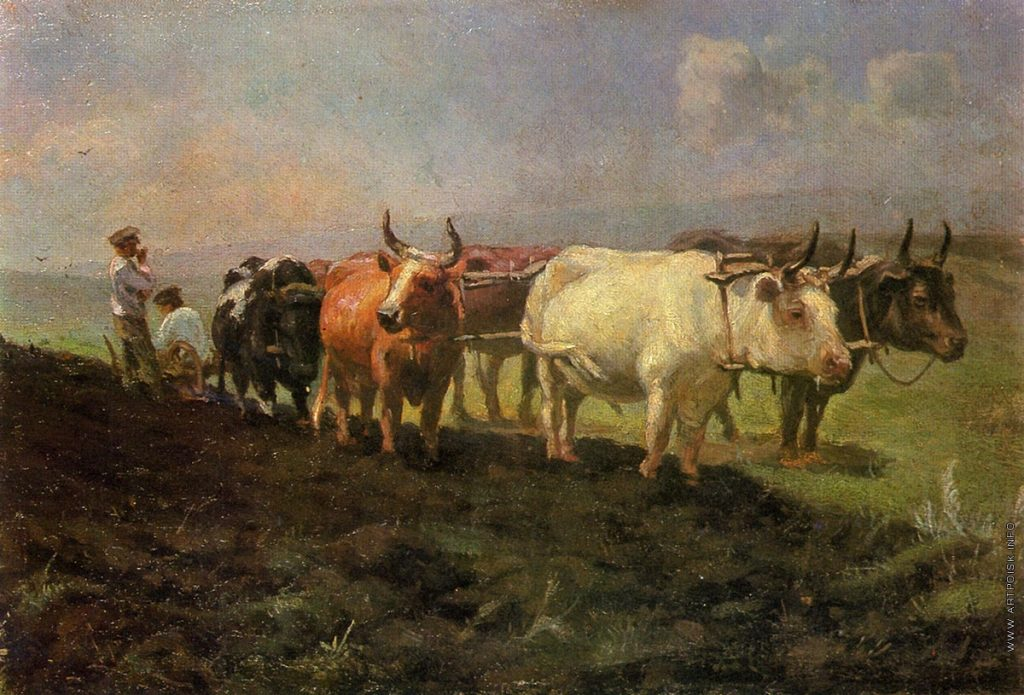
«Оранка».

Працював у галузі станкового живопису, створював тематичні картини, пейзажі. Серед робіт:
- «Оранка» (1901);
- «Воли на дорозі» (1903);
- «На водопої» (1903);
- «Дністер» (1906);

Роботи зберігаються у Національному музеї образотворчого мистецтва Республіки Молдови.

## Вшанування

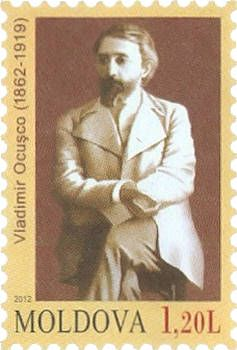
Поштова марка.

- У червні 2003 року у Кишиневі, на фасаді будівлі Республіканського художнього коледжу імені Олександра Пламедяле, розташованого на вулиці Індепенденцій, № 1, за ініціативи та коштом Фонду слов'янської писемності і культури, Володимиру Окушко встановлена меморіальна дошка з портретом художника, датами його життя та написами румунською та білоруською мовами про те, що він є засновником школи мистецтв[2];
- У 2012 році пошта Молдови випустила поштову марку номіналом 1,2 молдовських лей присвяченку Володимиру Окушко[2].